# Safrol
Safrol er en organisk kemisk forbindelse, som ekstraheres fra sassafrastræets (Sassafras albidum) frugter i form af sassafrasolie. Olien, hvis hovedbestanddel er safrol, er en farveløs til svagt gullig æterisk olie. Safrol kan også fremstilles syntetisk med udgangspunkt i lignende methylendioxy-forbindelser.
Safrol er hovedbestanddelen af brun kamferolie, og findes i små mængder i en lang række planter, bl.a. muskatnød. Den har en karakteristisk lugt af slikbutik.
Safrol blev tidligere benyttet som tilsætningsstof i en række fødevarer, blandt andet den amerikanske root beer, men blev forbudt, da det blev vist at stoffet er kræftfremkaldende i mild grad i rotter. Det er endvidere forbudt at bruge det i sæbe og parfume.
Safrol kan bruges til fremstilling af ecstasy.
| Kemi | Spire Denne artikel om kemi er en spire som bør udbygges. Du er velkommen til at hjælpe Wikipedia ved at udvide den. |